# Ластівці (Словаччина)
Ластівці (Ластовце; словац. Lastovce) — село в окрузі Требішов Кошицького краю Словаччини. Площа села 15,25 км². Станом на 31 грудня 2016 року в селі проживало 313 жителів.

## Історія
Перші згадки про село датуються 1266 роком.

## Населення
| Рік:            | 1994. | 2004.    | 2014.   | 2024.    |
| --------------- | ----- | -------- | ------- | -------- |
| Кількість осіб: | 865   | 1060     | 1147    | 1275     |
| Різниця:        |       | +22,54 % | +8,20 % | +11,15 % |

| Рік:            | 2023. | 2024.   |
| --------------- | ----- | ------- |
| Кількість осіб: | 1274  | 1275    |
| Різниця:        |       | +0,07 % |